# Superliga 2 Masculina de Voleibol de España
La Superliga 2 Masculina de Voleibol es el segundo nivel de las ligas masculinas de voleibol en España, promovida por la Real Federación Española de Voleibol (RFEVB).

## Historial
Los ganadores del torneo más importante del voleibol masculino de España en sus distintas denominaciones han sido:
| Edición     | Temp.       | Campeón                                | Subcampeón                             |                                        |
| Superliga 2 | Superliga 2 | Superliga 2                            | Superliga 2                            |                                        |
| ----------- | ----------- | -------------------------------------- | -------------------------------------- | -------------------------------------- |
| 1.ª         | 2007-08     | FC Barcelona                           | Club Vigo Voleibol                     |                                        |
| 2.ª         | 2008-09     | Club Voleibol Puerto Real              | Club Voleibol Almería 'B'              |                                        |
| 3.ª         | 2009-10     | Club Vigo Voleibol                     | Cajasol Juvasa Vóley                   |                                        |
| 4.ª         | 2010-11     | Seranco Voley Guada                    | UBE L'Illa Grau                        |                                        |
| 5.ª         | 2011-12     | CYL Palencia 2012                      | Pachá Ibiza Voley                      |                                        |
| 6.ª         | 2012-13     | Club Voleibol Almoradí                 | CYL Palencia 2013                      |                                        |
| 7.ª         | 2013-14     | CYL Palencia 2014                      | CDV Textil Santanderina                |                                        |
| 8.ª         | 2014-15     | Club Mediterráneo de Castellón         | CYL Palencia 2016                      |                                        |
| 9.ª         | 2015-16     | Can Ventura Palma                      | CYL Palencia 2016                      |                                        |
| 10.ª        | 2016-17     | UBE L'Illa Grau                        | Tarragona SPiSP                        |                                        |
| 11.ª        | 2017-18     | Intasa San Sadurniño                   | Podes i Tales CV Manacor               |                                        |
| 12.ª        | 2018-19     | Club Voleibol Emevé                    | Club Voleibol Almoradí                 |                                        |
| 13.ª        | 2019-20     | Cancelada por la Pandemia de COVID-19. | Cancelada por la Pandemia de COVID-19. | Cancelada por la Pandemia de COVID-19. |
| 14.ª        | 2020-21     | Intasa San Sadurniño                   | Léleman Voleibol Valencia              |                                        |
| 15.ª        | 2021-22     | FC Barcelona                           | Bandera de ?                           |                                        |
| 16.ª        | 2022-23     | CD Cisneros Alter                      | Cableworld Villena Petrer              |                                        |
| 17.ª        | 2023-24     | Tarragona SPiSP                        | Intasa San Sadurniño                   |                                        |
| 18.ª        | 2024-25     | UC3M Leganés                           | Servigroup Benidorm                    |                                        |

## Palmarés
| Club                           | Títulos | Temporada        |
| ------------------------------ | ------- | ---------------- |
| Intasa San Sadurniño           | 2       | 2017-18, 2020-21 |
| CYL Palencia 2012              | 2       | 2011-12, 2013-14 |
| FC Barcelona                   | 2       | 2007-08, 2021-22 |
| Club Voleibol Emevé            | 1       | 2018-19          |
| UBE L'Illa Grau                | 1       | 2016-17          |
| Can Ventura Palma              | 1       | 2015-16          |
| Club Mediterráneo de Castellón | 1       | 2014-15          |
| Club Voleibol Almoradí         | 1       | 2012-13          |
| Seranco Voley Guada            | 1       | 2010-11          |
| Club Vigo Voleibol             | 1       | 2009-10          |
| Club Voleibol Puerto Real      | 1       | 2008-09          |
| CD Cisneros Alter              | 1       | 2022-23          |
| Tarragona SPiSP                | 1       | 2023-24          |
| Club Voleibol Leganés          | 1       | 2024-25          |